# Drosophila prostipennis
Drosophila prostipennis är en tvåvingeart som beskrevs av Lin 1972. Drosophila prostipennis ingår i släktet Drosophila och familjen daggflugor.
Artens utbredningsområde täcker Indien och Taiwan.